# Francis Brennan
Pour les articles homonymes, voir Brennan.
Francis Brennan, né le 7 mai 1894 à Shenandoah aux États-Unis et mort le 2 juillet 1968, est un prélat américain de l'Église catholique, préfet de la Congrégation pour la discipline des sacrements qui est membre de la curie romaine pendant près de trente ans.

## Biographie
Francis Brennan poursuit ses études au séminaire Saint-Charles-Borromée de Philadelphie.
Il est le premier Américain à être nommé au sein de la Congrégation des Saints Sacrements (1940), le premier de son pays à être nommé juge en chef de son tribunal ecclésiastique (1959). Le 10 juin 1967, Francis Brennan nommé archevêque titulaire de Tubunae-en-Maurétanie. Il fut créé cardinal par le pape Paul VI au consistoire du 26 juin 1967 avec le titre de cardinal-diacre de S. Eustachio.